# Alan Clark
Alan Clark (Great Lumley, Inglaterra, Reino Unido; 5 de marzo de 1952) es un músico británico. Teclista de la banda de rock Dire Straits.

## Biografía
Desde muy pequeño, Alan Clark estudió piano; tocando en distintos clubs y asociaciones. A pesar de tener la opción de ingresar en el Guildhall School of Music, Clark lo rechazó al tener un trabajo estable como músico en el Carousel Casino Club en Chester-le-Street. Posteriormente, trabajó en distintos cruceros; lo que le llevó a vivir en Miami durante un tiempo. De regreso en Reino Unido, Clark tocó como músico de concierto para distintos grupos; entre ellos Lindisfarne.
Dire Straits estaban a punto de publicar su tercer álbum, titulado Making Movies, en 1980. Con Making Movies, Dire Straits orientaban su carrera hacia un rock más complejo y desarrollado (las discusiones entre los hermanos Knopfler por la dirección del grupo provocarían la partida de David del mismo). Como consecuencia de la búsqueda de una mayor complejidad musical, la banda incorporó un teclista que no había tenido hasta entonces. En el estudio de Making Movies, fue Roy Bittan (de la E Street Band) el que interpretó los teclados como músico de sesión. Justo tras la publicación del álbum, Clark pasó a formar parte de la banda (participando en la gira del mismo). Su primera aparición en un disco de estudio de la banda fue Love Over Gold en 1982. Continuó siendo parte de la banda hasta su disolución en 1995.
A lo largo de la década de los 80, Clark colaboró con distintos artistas paralelamente a su carrera con Dire Straits. En 1983, tocó para Bob Dylan en el álbum Infidels, producido por Mark Knopfler. También colaboró para el trabajo en solitario de Mark Knopfler, Local Hero (banda sonora de la película Un tipo genial (Local Hero), en la que Alan también realizaba un cameo). Fue parte de la banda de Eric Clapton en 1988 y 1989.
En 2001, Clark compuso distintas piezas musicales para el programa 'Most Haunted'. En noviembre de 2005, pasó a ser miembro de la banda "The Hull Story", un tributo a Alan Hull de Lindisfarne.

## Discografía

### Con Dire Straits
- Love Over Gold (1982)
- Extended Dance [EP] (1983)
- Alchemy: Dire Straits Live [DIRECTO] (1984)
- Brothers In Arms (1985)
- Money for Nothing [RECOPILATORIO] (1988)
- On Every Street (1991)
- On The Night [DIRECTO] (1993)
- Encores [EP] (1993)
- Live at the BBC [DIRECTO] (1995)
- Sultans of Swing: The Very Best of Dire Straits [RECOPILATORIO] (1998)
- Private Investigations: The Best of Dire Straits & Mark Knopfler [RECOPILATORIO] (2005)

### Con Mark Knopfler
- Local Hero (1983)
- Screenplaying [RECOPILATORIO] (1993)

### Con David Knopfler
- Wishbones (2001)
- Ship of Dreams (2004)